# 沈觀健
沈觀健（1970年—，英文名：Kenneth "Ken" Sim），加拿大政治人物，生於溫哥華。父母是來自香港的移民，籍貫广东汕头。1993年於英屬哥倫比亞大學商學系畢業，2022年當選溫哥華市長。

## 生平
沈於2001年與John DeHart共同創立了私營家居護理服務公司Nurse Next Door。
2018年代表無黨派協會參選溫哥華市長，以些微差距輸給甘迺迪·史都華。2022年10月15日再度挑戰史都華，當選溫哥華市市長，成为温哥华建市136年来的首位华裔市长。2023年，多倫多的《環球郵報》引用加拿大安全情报局的一份匿名文件，指中國駐溫哥華總領事佟曉玲在選前動員中國僑民，企圖讓親北京的沈觀健當選，引起媒體關注。